# 가와라역
가와라역(일본어: 香春駅)은 일본 후쿠오카현 다가와군 가와라정에 위치한 규슈 여객철도 소속 철도역이며, 히타히코산 선의 정차역이다. 이전에는 일본국유철도 소에다 선과 접속하였다. 아침에는 다가와고토지 방면으로부터 열차가 설정되어 있다.

## 역 구조
단식 승강장 2면 2선을 가지는 지상역. 이전에는 2면 3선이었지만, 중선이 철거되고 있다. 규슈 교통 기획이 역 업무를 실시하는 업무 위탁역이며, POS 단말이 설치되어 있다.

### 일본 시멘트 전용선
가와라 역에서는, 개업 시부터 국철 분할 민영화 전의 1986년까지 화물 영업을 실시하고 있었다. 또, 이 역에는 일본 시멘트(현·태평양 시멘트)의 전용선이 접속하고 있었다.
1935년 6월, 가와라 역 서쪽으로 아사노 시멘트 (후의 일본 시멘트)의 가와라 공장이 건설되어 작업을 개시했다. 전용선의 부설 시기는 불명하지만, 1951년 8월에, 장미 포장용 시멘트의 전용 화차를 이용한 시멘트 수송이 일본 시멘트 모지 공장(구즈하 역 인접)과의 사이에 개시되었다. 게다가 1955년 11월에는 히가시고쿠라 역과의 사이에도 시멘트 수송이 개시되었다. 전용선에서는, D51형이나 DD51형이 노선 연장해 호키3500형 화차 등을 견인하고 있었다.
역의 화물 취급량은 1979년을 피크로 서서히 감소하였다. 1986년 10월 3일을 기한으로 일본 시멘트 전용선으로부터의 화물 수송은 폐지되었다. 덧붙여 가와라 공장은 2004년에 폐쇄되었다.

## 인접 역
| 히타히코산 선      | 히타히코산 선   | 히타히코산 선        |
| ------------------ | --------------- | -------------------- |
| 사이도쇼 조노 방면 | ■ 히타히코산 선 | 잇폰마쓰 요아케 방면 |